# Filoxeră
Filoxera (Daktulosphaira vitifoliae) este o insectă, dăunătoare a viței de vie, care atacă rădăcinile plantei din sol. Provine din America de Nord, fiind adusă în Europa la finele sec. XIX unde a făcut daune considerabile plantațiilor de viță de vie deoarece soiurile europene nu aveau imunitate la un asemenea dăunător.
Atacul produs de filoxera radicola pe rădăcinile soiurilor roditoare este deosebit de dăunător. Pe rădăcinile înțepate de filoxeră se formează nodozități, când rădăcinile sunt mai subțiri și tuberozități când înțepăturile sunt pe rădăcini mai groase. În combaterea filoxerei se recomandă stropiri cu produse organo-fosforice, mai ales sistemice: Sinoratox în concentrație de 0.1% sau Decis 2.5EC (0.2l/ha)